# James Tuchet, III conde de Castlehaven
James Tuchet, III conde de Castlehaven (c. 1617  - 11 de octubre de 1684) era hijo de Mervyn Tuchet, II conde de Castlehaven y su primera mujer, Elizabeth Barnham (1592 - c. 1622). Castlehaven jugó un papel destacado en las Guerras de los Tres Reinos de mediados del siglo XVII, y participó activamente en los conflictos en Irlanda.

## Títulos
Heredó el título irlandés de conde de Castlehaven y Barón Audley de Orier el 14 de mayo de 1631, cuando su padre fue proscrito y decapitado. La mayoría de sus propiedades en Inglaterra fueron entregadas a otros.
Fue creado Barón Audley de Hely con transmisión "a sus herederos para siempre "el 3 de junio de 1633, con sitio y precedencia de George, su abuelo, anteriormente Barón Audley, en un esfuerzo por dejar sin efecto la proscripción de su padre. No obstante, esto fue considerado legalmente insuficiente hasta la aprobación de una acta parlamentaria en 1678 que le permitió heredar el título original de la Baronía de la Audley.

## Guerra en Irlanda
Castlehaven participó en la defensa de Irlanda durante las Guerras Confederadas de los años 1640 y la posterior invasión de Cromwell. Durante el estallido de la revuelta irlandesa en 1641-42, Castlehaven se ofreció voluntario para suprimir la rebelión, pero no se le tuvo en cuenta por su condición de católico. Poco después, fue arrestado y detenido en el Castillo de Dublín. Temiendo sufrir el mismo destino que el Conde de Strafford, Tuchet consiguió huir el 27 septiembre, con la ayuda de un amigo, escondiéndose en los Montes Wicklow. Su intención era ‘obtener un pasaje a Francia desde Wesford y desde ahí a Inglaterra;' pero al llegar a Kilkenny, la sede de los confederados fue convencido para aceptar el mando de un ejército y nombrado general de caballería bajo las órdenes de Sir Thomas Preston, Vizconde de Tara. Los irlandeses del norte creían que su huida fue una estratagema del Conde de Ormonde ‘para trabajar en un acuerdo' entre él y sus parientes que se habían rebelado, ya que Castlehaven era pariente suyo, ya que la hermana de Castlehaven estaba casada con Edmund Roe Butler.
Incluso aunque se consideraba inglés, fue nombrado miembro de los 25 principales del Consejo Supremo de la Confederación de Kilkenny. En 1644, el Consejo Irlandés Confederado decidió votar a Castlehaven como comandante de una fuerza de 6,000 hombres al Úlster para intentar frenar al ejército escocés del Úlster mandado por Robert Monro. La campaña de Castlehaven resultó indecisiva, y el ejército se utillizó principalmente para defender Charlemont. Los historiadores consideran generalmente que fue una oportunidad desperdiciada: a raíz de estos sucesos, Owen Roe O'Neill consideró a Castlehaven incompetente y Thomas Preston también desarrolló una aversión hacia él. (Castlehaven culpó de manera poco convincente a O'Neill del fracaso de la expedición). Aun así, Castlehaven no carecía totalmente de capacidad militar. Aparte de Owen Roe O'Neill, probó ser el único comandante confederado capaz de vencer batallas convencionales. En 1643 sorprendió y derrotó a centenares de hombres dirigidos por Inchiquin en la batalla de Cloughleagh en el condado de Cork. En 1650 obtuvo una nueva victoria, aunque intrascendente, sobre un ejércitoParlamentarista en la batalla de Tecroghan con alguna ayuda de Ulick Burke. La gran debilidad de Castlehaven era que no dejaba de ser un amateur, con escasa paciencia para dirigir sitio, y algo sensible - en ocasiones se le menciona como Tiarna Beag o 'Pequeño Señor.'

## Años posteriores
En 1647, all igual que otros muchos nobles católicos, viajó a Francia y participó en el asedio de Landrécy que dirigió el Príncipe Ruperto. Regresó a Irlanda tras reunirse con el Príncipe de Gales en París, para recibir diversos mandos en Leinster, Munster, y Clare pero no fue capaz de contrarrestar las acciones de Cromwell y su yerno, Ireton.  Consiguió regresar al continente en abril de 1652 para proseguir su carrera militar sirviendo al Príncipe de Condé en la Fronda, y a Carlos II, y la Corona española. Luchó en las batallas de Rocroy, Cambrai, Seneffe, Maestricht, Charleroi y Mons
Castlehaven escribió sus memorias en  memoirs en 1681   ante la historia suscitada por el Complot papista. Como todos los nobles católicos, había sido expulsado de la Cámara de los Lores (donde ocupaba un escaño comoBarón Audley) por el Test Act de1678, para tristeza de los nobles Protestantes, que le tenían en gran estima. Se despidió el 30 de noviembre de 1678, con un discurso expresando su deber a la Corona, y su preocupación por la paz y bienestar del Reino. Sus amigos nobles, conociendo sus dificultades financieras, escribió a Carlos II recomendado a Castlehaven.

## Matrimonio y descendencia
Se casó en dos ocasiones, la primera vez con Elizabeth Brydges (fallecida en marzo de 1678/9) en Kilkenny, hija de Gris Brydges, Barón Chandos y de su esposa, Lady Anne Stanley (1580–1647), que se había casado con el padre de James tras la muerte de Lord Chandos. (Anne Stanley era por tanto su madrastra y su suegra). Elisabeth fue enterrada en St Martin-in-the-Fields. Se casó en segundas nupcias el 19 de junio de 1679, Elizabeth Graves (m. 1720).
Murió sin descendencia el 11 de octubre de 1686, en Kilcash Castillo, Condado de Tipperary, Irlanda y fue sucedido como conde por su hermano menor Mervyn. El hermano mayor de Mervyn, George fue desestimado por ser un monje benedictino.